# Kolagen
Kolageni je polipeptid, skupina blisko povezanih bjelančevina. Spadaju u glikoproteine. Građeni su kao trostruka bjelančevinska uzvojnica.
Kolagen je gotovo istoznačnica vezivnog tkiva. Vezivno tkivo čine vezivne stanice i međustanična tvari koja ih okružuje. Tvar se sastoji od koloidne otopine ili temeljne tvari i vezivnih vlakana, među kojima su i kolagena vlakna izgrađena od kolagena.
Kolagen spada u skeletne bjelančevine uz keratin i elastin.
Osnovni su sastojak kolagenih i retikularnih vlakana u međustaničnoj tvari potpornog tkiva (tvore ga vezivno tkivo, hrskavica i kosti) te bazalnih membrana. Kolageni grade međustaničnu tvar svih vrsta veziva pa ih nazivamo i međustanični cement. Glavna su bjelančevinska komponenta kože, kostiju i vezivnog tkiva. Kolagenske niti (vlakna)su oko oko 80 posto vezivnog tkiva. Pojavni oblici kolagenskih vlakana su netopljiva vlakna, fibrili, mreže i ligamenti. Kolagen i elastin podupiru vezivno tkivo kao što su tetive i ligamenti.
Njegova vlakna tanki su polimeri bjelančevina i najrasprostranjenija su u tijelu, kojem čine 30% težine. odnosno trećine svih bjelančevina u sisavaca. Osnovna karakteristika im je fleksibilnost. Kolagena je najviše od svih bjelančevina u ljudskom organizmu. Oko 30-35% ukupnih bjelančevina u tijelu su kolageni.
Aminokiseline tipične za kolagen su glicin, prolin, hidroksiprolin i hidroksilizin. Hidrofilne su pa je ključan u sprječavanju gubitka vode u tkivima. Kolagenska su vlakna otporna prema vlaku. 
Praktično se ne rastežu, tako da se kod najvećeg opterećenja produže samo 5 posto. Zbog toga kolagen daje čvrstoću i stabilnost tkivu.
Do danas se zna za 19 različitih vrsta kolagena. Ističu se po važnosti četiri: kolagen tipa I u kostima, kolagen tipa II u hrskavici, kolagen tipa III u embrionalnim tkivima, a kod odraslih u krvnim žilama, maternici i gastrointestinalnom traktu. Ova tri kolagena su 90% kolagena i oblika su fibrila. Kolagen tipa IV je u bazalnim membranama i tvori mrežu.
Ljudski organizam sam sintetizira kolagen. Starenjem stopa obnove pada pa poslije 25. tijelo gubi kolagen po stopi od 1,5% godišnje. Gubljenje kolagena je posljedica i trajnih preopterećenja (vrhunski šport, fizička aktivnost) ili autoimunih bolesti. Čovjeku je kolagen potreban zbog rasta i zamjene istrošenih tkiva, zacjeljivanja i obnove ozlijeđenog tkiva. 
U nedostatku kolagena tijelo se mijenja te se pojavljuju bore, celulit, suhoća kože, kosa i koža bez sjaja, te narušen oblik tijela, odnosno poremećaji koštano-mišićnog sustava (ukočenost, artritis, mišićne ozljede), poremećaji u funkciji imuno-sustava. Vitamin C doprinosi normalnom stvaranju kolagena za normalnu funkciju hrskavice i kostiju.
Posljednjih godina dodaci kolagena, odnosno suplementi kolagena postali su sve više popularni. Većina kolagena za konzumaciju se hidrolizira, što znači da se kolagen razgradio, što olakšava njegovu apsorpciju u tijelo.
Kolagen kuhanjem prelazi u želatinu.